# Michael S. Engel
Michael Scott Engel (* 24. September 1971 in Creve Coeur (Missouri)) ist ein US-amerikanischer Paläontologe und Entomologe. Engel befasst sich mit fossilen Insekten und der Taxonomie von Insekten.
Engel studierte an der University of Kansas mit dem Bachelor-Abschluss in Physiologie, Zellbiologie und Chemie 1993 und wurde 1998 an der Cornell University bei James K. Liebherr in Entomologie promoviert. Das Thema seiner Dissertation trug den Titel Phylogeny, classification and evolutionary ethology of the bee tribe Augochlorini (Hymenoptera: Halictidae). Danach war er am American Museum of Natural History, bevor er 2000 als Professor an die University of Kansas zurückkehrte.
Er ist Professor für Evolutionsbiologie und Ökologie und Senior-Kurator des Naturkundemuseums an der University of Kansas (Biodiversity Institute).
Er befasste sich vor allem mit der Phylogenie von Bienen, aber auch anderen Gruppen wie Termiten (Isoptera) und Bodenläuse (Zoraptera). Er erstbeschrieb über 600 neue Arten lebender und fossiler Insekten und anderer Arthropoden. Mehrere Insektenarten sind nach ihm benannt. Mit David A. Grimaldi schrieb er ein Lehrbuch über Insekten-Paläontologie.
2006 war er Guggenheim Fellow und 2008 erhielt er den Charles Schuchert Award. Er ist Fellow der Linnean Society of London und der Paleontological Society. 2014 erhielt er den Scholarly Achievement Award der University of Kansas für seine Untersuchungen zum Ursprung des Insektenflugs.

## Schriften
- mit Kumar Krishna, David A. Grimaldi, Valerie Krishna: Treatise on the Isoptera of the world (= Bulletin of the American Museum of Natural History. 377, ISSN 0003-0090). 7 Bände. American Museum of Natural History, New York NY 2013, (online).
- mit Steven R. Davis, Jakub Prokop: Insect wings: The evolutionary developmental origins of Nature’s first flyers. In: Alessandro Minelli, Geoffrey Boxshall, Giuseppe Fusco (Hrsg.): Arthropod Biology and Evolution. Molecules, Development, Morphology. Springer, Berlin u. a. 2013, ISBN 3-642-36159-5, S. 269–298.
- mit André Nel, Patrick Roques, Patricia Nel, Alexander A. Prokin, Thierry Bourgoin, Jakub Prokop, Jacek Szwedo, Dany Azar, Laure Desutter-Grandcolas, Torsten Wappler, Romain Garrouste, David Coty, Diying Huang, Alexander G. Kirejtshuk: The earliest known holometabolous insects. In: Nature. Band 503, Nummer 7475, 2013, S. 257–261, doi:10.1038/nature12629.
- mit Denis Michez, Maryse Vanderplanck: Fossil bees and their plant associates. In: Sébastien Patiny (Hrsg.): Evolution of Plant-Pollinator Relationships (= Systematics Association. Special Volume. 81). Cambridge University Press, Cambridge u. a. 2012, ISBN 978-0-521-19892-9, S. 103–164.
- mit Karl V. Krombein: Hymenoptera. In: McGraw-Hill Encyclopedia of Science and Technology. Band 8: Geo – Hys. 11. Auflage. McGraw-Hill, New York u. a. NY 2012, ISBN 978-0-07-179273-8, S. 787–798, doi:10.1036/1097-8542.331700.
- mit Ricardo Pérez-de la Fuente, Xavier Delclòs, Enrique Peñalver, Mariela Speranza, Jacek Wierzchos, Carmen Ascaso: Early evolution and ecology of camouflage in insects. In: Proceedings of the National Academy of Sciences of the United States of America. Band 109, Nummer 52, 2012, S. 21414–21419, doi:10.1073/pnas.1213775110.
- mit David A. Grimaldi, Kumar Krishna: Termites (Isoptera): Their phylogeny, classification, and rise to ecological dominance (= American Museum Novitates. 3650). American Museum of Natural History, New York NY 2009, doi:10.1206/651.1.
- mit Michael Ohl: Die Fossilgeschichte der Bienen und ihrer nächsten Verwandten (Hymenoptera: Apoidea). In: Fritz Gusenleitner, Gerhard Aubrecht, Erna Aescht, Martin F. Pfosser (Hrsg.): Evolution – Phänomen Leben (= Kataloge der Oberösterreichischen Landesmuseen. Neue Serie, 66 = Denisia 20). Oberösterreichisches Landesmuseum Linz, Linz 2007, ISBN 978-3-85474-178-7, S. 687–700, (zobodat.at [PDF]).
- mit David Grimaldi: Evolution of the Insects. Cambridge University Press, Cambridge u. a. 2005, ISBN 0-521-82149-5.
- mit David Grimaldi: New light shed on the oldest insect. In: Nature. Band 427, Nummer 6975, 2004, S. 627–630, doi:10.1038/nature02291.
- mit David A. Grimaldi: The first Mesozoic Zoraptera (Insecta) (= American Museum Novitates. 3362). American Museum of Natural History, New York NY 2002, doi:10.1206/0003-0082(2002)362<0001:TFMZI>2.0.CO;2.
- A monograph of the Baltic amber bees and evolution of the Apoidea (Hymenoptera) (= Bulletin of the American Museum of Natural History. 259). American Museum of Natural History, New York NY 2001, doi:10.1206/0003-0090(2001)259<0001:AMOTBA>2.0.CO;2.
- A new interpretation of the oldest fossil bee (Hymenoptera: Apidae) (= American Museum Novitates. 3296). American Museum of Natural History, New York NY 2000, doi:10.1206/0003-0082(2000)3296<0001:ANIOTO>2.0.CO;2.